# قائمة شخصيات الرواية الخفيفة: حسنا أنا عنكبوت، ماذا في ذلك؟

غلاف المجلد الأول من الرواية الخفيفة حسنا انا عنكبوت، ماذا في ذلك؟.

فيما يلي قائمة لشخصيات سلسلة الروايات الخفيفة حسنا انا عنكبوت، ماذا في ذلك؟.

## القصة الرئيسية
شيراوري (白織، Shiraori) / أبيض (白، Shiro)
أداء صوتي: سوميري أويساكا (في المقاطع الإعلانية)، آوي يوكي (في الأنمي).
الملقبة بـ«كوموكو»، تجسدت في البداية كوحش عنكبوت «عديم الاسم» في أخطر متاهة بالعالم الذي نُقلت إليه، حيث يتعين عليها القتال بإستمرار للبقاء على قيد الحياة ولتتمكن من أن تتطور ببطئ إلى كائن قوي بشكل لا يصدق، وأيضاً هي الخصم الحقيقي للقصة الثانوية التي تدور بعد 15 عاماً تصبح فيها قائدة الجيش الشيطاني العاشر وتتمكن من التلاعب بهوجو لتحقيق غاياتها الخاصة، أول الأمر تم إظهارها على أنها تناسخ روحي لشخصية هيرو واكابا، لكن لاحقاً يكشف بأنها في الواقع مجرد عنكبوت عادي صادف وجوده في الفصل في الوقت الذي حصل فيها التجسيد لكن زرعت فيها ذكريات هيرو واكابا من قبل «دي».
أرييل (アリエル، Arieru)
أداء صوتي: سوميري أويساكا
سيدة الشياطين الحالية وسلف كل وحوش العنكبوت في العالم، تواجه كوموكو بعد أن تتمكن من الهرب أخيرًا من المتاهة وتحاول قتلها لأنها تسببت بموت الكثير من أقربائها، بعد محاولات فاشلة تتفقان على إقامة هدنة والسفر معًا، في النهاية تضعان أحقادهما وتتطور بينهما علاقة جدة-حفيدة قوية جدًا، هي أيضًا الخصم الثانوي في القصة الثانوية التي تدور بعد 15 عام، ينظر شعبها إليها على أنها طاغية وتقوم بشن حرب على البشرية.
صوفيا كيرين (ソフィア・ケレン، Keren Sofia) / نيغيشي شوكو (根岸彰子، Shouko Negishi)
أداء صوتي: أيانا تاكيتاتسو
إحدى طالبات الفصل الياباني، أعيد تجسيدها كمصاصة دماء ولدت لأبوين بشريين بسبب طفرة، تتعرض للتنمر في حياتها السابقة وتلقب بـ«ريهوكو» اختصاراً لـ«فتاة رعب حقيقية» لكونها قبيحة لذا هي تكره أي شي مرتبط بماضيها، عبرت الممرات مع كوموكو عندما كانت طفلة ثم أخذوها معهم عندما دمر منزلها في الحرب، كما أنها خصم أيضًا في القصة الثانوية التي تدور بعد 15 عام، تساعد هوغو بأمر من شيراوري وتعترض فرقة شلاين عدة مرات.
وارث (ラース، Rāsu) / رازو رازو (ラズラズ، Razurazu) / كيويا ساساجيما (笹島京也، Sasajima Kyouya)
أداء صوتي: ريوتا أوساكا
أحد زملاء الفصل الياباني، أعيد تجسيده من جديد على شكل عفريت وتم إستعباده من قبل البشر حتى تحرر بعد أن حصل على مهارة فريدة، مما رفع من تقييمه إلى أقصى حد لكن على حساب عقله، جعله هذا في حالة هيجان ليتطور إلى «أوني» حتى قامت شيراوري بهزيمته لينضم إلى مجموعتها، كما أنه خصم في القصة الثانوية التي تحدث بعد 15 عام، بدور قائد الجيش الشيطاني الثامن الذي لا يأبه بإرتكاب أي جريمة أو قتل لأنه يعتبر نفسه «غير قابل للإنصلاح».
ميرازوفيس (メラゾフィス، Merazofisu)
أداء صوتي: كينجيرو تسودا
خادم لصوفيا، عهد بها والداها إليه عندما كان منزلهما على وشك الإنهيار في الحرب مع ذلك تعرضوا لكمين وأصبحت حياته في خطر، ولم يكن أمام صوفيا إلا أن تحوله إلى مصاص دماء لتنقذه، بالرغم من أنه يكافح للحفاظ على إنسانيته لكنه يواصل سعيه لحماية سيدته، هو أيضًا خصم في القصة الثانوية بدور قائد الجيش الشيطاني الرابع.
غيوليدستوديز (ギュリエディストディエス، Gyuriedisutodiesu) / أسود (黒، Kuro)
أداء صوتي: دايسكي ناميكاوا
إله يتخذ شكل رجل يرتدي درع أسود، بالإضافة إلى انه حاكم التنانين الملقب بـ«غولي»، بينما هو قلق من أن التناسخ الذي حصل في العالم قد يخل به، تخبره رئيسته «دي» بألا يتدخل، بالإضافة إلى كونه صديق قديم لأرييل وخصم في القصة الثانوية حيث يتولى قيادة الجيش الشيطاني التاسع.

## القصة الثانوية
شلاين زاغان أناليت (シュレイン・ザガン・アナレイト، Shurein Zagan Anareito) / شونسكي يامادا (山田 俊介، Yamada Shunsuke)
أداء صوتي: شون هوريي
أحد زملاء الفصل وبطل القصة الثانوية، يلقب بـ«شون»، تم تجسيده على أنه الأمير الرابع لمملكة أناليت، بسبب ظروف نشأته المحمية لديه شخصيه مغفلة وساذجة للغاية ورث لقب البطل بعد أن قُتل أخوه الأكبر يوليوس، إنتهى به الأمر بالفرار من مملكته بعد أن قام هوغو بتحييده عند إنقلابه.
كارناتيا سيري أنابالد (カルナティア・セリ・アナバルド، Karunatia Seri Anabarudo) / كاناتا أوشيما (大島 叶多، Ōshima Kanata)
أداء صوتي: ناو توياما
أحد الزملاء في الفصل، تجسد كفتاة تلقب بـ«كاتيا» وابنة لمنزل أحد النبلاء في ملكة أناليت، تعاني من إضطراب الهوية الجندرية لكونها كانت في حياتها السابقة ذكرًا، وما يزيد الأمر تعقيدًا أن مشاعرها الرومانسية تتطور تجاه شلاين، في النهاية تؤمن أن ماضيها قد مات وعليها تقبل جنسها الجديد.
فيروين (フェイルーン، Feirune) / ميراي شينوهارا (漆原美麗، Shinohara Mirai)
أداء صوتي: إيري كيتامورا
إحدى الزميلات في الفصل، أعيد تجسيدها كتنين أرض أليف مرافق لشلاين تلقب بـ«فاي»، في حياتها السابقة كانت متنمرة لذا ترى معاناتها الحالية كتكفير عن أفعالها السابقة وتتعهد بأن تحسن نفسها في حياتها الجديدة، بعد أن يصبح شلاين البطل الجديد، تتطور إلى تنين صغير وتكتسب القدرة على إتخاذ شكل بشري.
سليشيا أناليت (スーレシア・アナレイト، Sureshia Anareito)
أداء صوتي: يوي أوغورا
الاميرة الثانية لمملكة أناليت وأخت شلاين الصغرى غير الشقيقة تلقب بـ«سو»، شخصيتها من نوع «يانديري» كما تملك عقدة الأخوية واضحة جدًا للجميع ما عدا شقيقها، عندما يطيح هوغو بأسرة أناليت تعرضت لغسيل دماغ وأجبرت على إغتيال والدها أثناء محاصرة شلاين، مع ذلك كُشف لاحقًا بأنها لم تكن خاضعة للسيطرة أبدًا وتعاونت مع هيوغو على أمل أن تستخدم هذا الوضع لتغزيز شهرة شلاين.
فيليموس هارفيناس (フィリメス・ハァイフェナス، Firimesu Harifenasu) / كانامي أوزاكي (岡崎 香奈美، Okazaki Kanami)
أداء صوتي: كايا أوكونو
معلمة الفصل الملقبة بـ«السيدة أوكا»، تم تجسيدها من جديد كإيلف وابنة زعيم الإيلف في ذلك الوقت، لديها مهارة فريدة تمكنها من معرفة المتناسخين والتحكم فيهم، كانت تبحث في العالم عن طلابها ومع ذلك مهارتها الفريدة هذه تأتي بثمن وهو عدم قدرتها على قول الحقيقة كاملة، غالباً ما تتحدث بنصف الحقيقة.
هوغو باينت فون رينغزاندت (ユーゴー・ベイント・フォン・レングザンド، Hūgo Beinto von Renguzando) / ناتسومي كينغو (夏目健吾، Kengo Natsume)
أداء صوتي: كايتو إيشيكاوا
أحد الزملاء في الفصل والخصم الرئيسي في القصة الثانوية، تم تجسيده على انه الأمير الأول بإمبراطورية رينكساندت، في حياته الماضية كان مغرورًا بالفعل ونشأته الملكية الجديدة حولته إلى شخص مصاب بجنون العظمة، يشعر بالغيرة دائمًا من شلاين، لذا يحاول إغتياله لكنه فشل وتم تجريده عندها من مهاراته من قبل فيليموس، مع ذلك بدلاً من الندم، يدفعه هذا إلى أن يعقد صفقة مع الشياطين من أجل الإطاحة بمملكة أناليت ومهاجمة قرية الإيلف إنتقامًا.
يوري أولين (ユーリーン・ウレン، Yūri Uren) / يويكا هاسيبي (長谷部結花، Hasebe Yuika)
أداء صوتي: آيمي تاناكا
إحدى الزملاء في الفصل، تجسد مرة أخرى في عائلة فقيرة، قامت عائلتها ببيعها للكنيسة لتصبح قديسة، خائفة ووحيدة تتشبث بالشيء الوحيد الذي يتحدث باللغة اليابانية حولها (صوت النظام) في العالم، بسبب نشأتها تصبح متعصبة دينيًا، ثم تتحول لخصم لاحقًا في القصة بعد أن تنحاز الكنيسة إلى جانب هوغو.
كونيهيكو تاغاوا (田川邦彦، Tagawa Kunihiko)
أحد زملاء الفصل، أعيد تجسيده في قبلية رحالة تداهم مناطق الشياطين بإنتظام أراضي الشياطين وبرفقته صديقة طفولته «أساكا» الذي كان دائمًا معجبًا بها، مع ذلك في يوم ما، تمت إبادة القرية على يد ميرازوفيس ليتركهم الناجيين الوحيدين من المذبحة، بعد ذلك يصبح مغامرًا ليطور من نفسه وينتقم، عثرت عليه فيليموس مع أساكا في النهاية وتحضرهم إلى قرية الإيلف ثم يلتحقان بفرقة شلاين.
أساكا كوشيتاني (櫛谷麻香، Kushitani Asaka)
إحدى زملاء الفصل، تجسد في نفس قبيلة كونيهيكو التي تداهم أراضي الشياطين، كانت دائمًا معجبةً بكونيهيكو في حياتها السابقة، مع ذلك تتم إبادة قريتهم من قبل ميرازوفيس ويتركهم الناجيان الوحيدان من القتل، بعد ذلك تقوم بإتباع كونيهيكو وتصبح مغامرة أيضًا، في النهاية تلتحق بفرقة شلاين بعد أن تعثر عليهما فيليموس.

## شخصيات داعمة
يوليوس زاغان أناليت (ユリウス・ザガン・アナレイト، Yuriusu Zagan Anareito)
أداء صوتي: جونيا إينوكي
الأمير الثاني لمملكة أناليت أي انه الشقيق الأكبر لشلاين، يعتبره شلاين قدوةً له، كما إنه البطل السابق واجه كوموكو إحدى المرات في القصة الرئيسية التي تدور أحداثها قبل 15 عام أصيب على أثرها برهاب العناكب، عندما إندلعت الحرب بين البشر والشياطين يقتل على يد (فتاة بيضاء غامضة) لاحقًا يتضح أنها شيراوري.
هايرينس كوارتو (ハイリンス・クォート، Hairinsu Kuōto)
أداء صوتي: كازويوكي أوكيتسو
صديق يوليوس المقرب وعضو في فرقته، الوحيد من المجموعة الذي نجا من معركتهم مع (الفتاة البيضاء)، بعد ذلك ينضم إلى فرقة شلاين ويبدأ بالتصرف كمرشد له، لاحقًا يُكشف بأنه في الواقع نسخة من «غيوليدستوديز» تم إنشاءه لمراقبة حامل لقب البطل.
رونانت أوروزوي (ロナント・オロゾイ، Ronanto Orozoi)
ساحر بلاط إمبراطورية رينكساندت، والذي يُنظر إليه عليه على أنه أقوى ساحر في البشرية، بينما كان مغرورًا في البداية بسبب قدراته، أصبح أكثر تواضعًا بعد مواجهته مع كوموكو عندما تجاوز حدودها، بعد ذلك أصبح مهوسًا بأن يجعلها هي الأقوى لكن في النهاية يتذكر أن سبب بحثه عن هذه القوة في الأساس هو حماية الناس.
بويريمس (ブイリムス، Buirimusu)
مروض وحوش وضابط في جيش إمبراطورية رينكساندت، تم إرساله للتحقيق في حالة هيجان الوحوش الذي تسببت به كوموكو، عندما يواجهها تقوم بالقضاء على فريقه بالكامل ثم يتم تخفيض رتبته بسبب هذا الفشل، علم لاحقًأ أن إبنه (أحد المتجسدين) قد تم إختطافه، سعى بشدة لأجل إعادته لكن مع ذلك يدفعه هذا إلى إستعباد رازو-رازو ويعامله بشكل سيء مما يؤدي في النهاية إلى إستيقاظ مهارة رازو-رازو الفريدة ويقتل بويريمس.

## الخصوم
بوتيماس هاريفيناس (ポティマス・ハリフェナス، Potimasu Harifenasu)
أداء صوتي: توشيوكي موريكاوا
زعيم الإيلف والخصم الأساسي في القصة الرئيسية، وكذلك والد أرييل وفليموس، يظهر في البداية كناشط سلام في القصة الثانوية، لكن في القصة الرئيسية يُكشف بأنه في الواقع عالم مجنون بارد القلب مهوس بالحصول على الخلود، بالرغم من مساعدة فيليموس في البحث عن طلابها، إلا أنه لم يفعلها إلا ليستخدمهم كفئران لتجاربه.
دستن إل إكس آي (ダスティンLXI، Dasutin LXI)
القس الأكبر لطائفة «كلمة الإله» وخصمًا كبيرة في القصتين الرئيسية والثانوية، بدأ الحرب التي أدت إلى تدمير منزل صوفيا في القصة الرئيسية وساعد هوغو على الإنقلاب في القصة الثانوية، مع ذلك فعو يؤمن بأن أفعاله مفيدة جداً للبشرية، يمتلك مهارة فريدة تسمح له بأن يحتفظ بذكرياته ويعاد تجسيده عندما يموت.
بالتو فيثالو (バルト・フィサロ، Baruto Fisaro)
أداء صوتي: يويتشيرو أوميهارا
اليد اليمنى لأرييل والحاكم الفعلي للشياطين في غيابها، شخصية داعمة في القصة الرئيسية وخصم في القصة الثانوية، في حين أنه يعارض الصراع مع البشر لكنه مجبر على دعمه خوفًا من أن تحول أرييل قوتها نحو الشياطين.
بلوي فيثالو (ブロー・フィサロ، Buro Fisaro)
شقيق بالتو الأصغر وقائد الجيش الشيطاني السابع، شخصية داعمة في القصة الرئيسية وخصم في القصة الثانوية، بين كل القادة هو الأكثر معارضةً لأرييل في صراعها مع البشر ويعتد بأن شقيقه سيكون حاكمًا أفضل بكثير للشياطين منها، معجب بشدة بشيرايوري وهذا الأمر واضح للجميع ما عداها هي، يموت على يد يوليوس عند إندلاع الحرب بين البشر والشياطين.
أغنر ريسب (アグナー・ライスプ، Agunā Raisupu)
قائد الجيش الشيطاني الأول، وخصم ثانوي في كلا القصتين، أثناء لعبه دور الموالي لأرييل كان في الواقع يضعضع حكمها عن طريق دعم التمردات سراً، تكشف شيراوري مؤامرته مما يجبره على أن يستجيب لحكم أرييل فعليًا، يقتل لاحقًا على يد يوليوس وفريقه عند إندلاع الحرب بين البشر والشياطين.
ساناتوريا (サナトリア، Sanatoria)
قائدة جيش الشياطين الثاني وخصم ثانوي في كلا القصتين، على الرغم من أنها قائدة إلا أنها غير مقاتلة، تعتمد على ذكائها لكسب المعارك، كما انها تعارض إستئناف أرييل للصراع مع البشر، وتخطط بالسر لتشكيل تمرد ضدها.
كوغو (コゴウ، Kogou)
قائد الجيش الثالث وخصم ثانوي في كلا القصتين، على الرغم من كونه رجلًا كبيرًا ذو بنية جسدية قوية، إلا أنه في الواقع شخص خجول ومحب للسلام، بسبب هذا فهو يعارض إستئناف أرييل الصراع مع البشر، لكن لايمكنه إتخاذ إجراء بنفسه لخوفه منها، لذا يقوم بالإنضمام إلى تمرد ساناتوريا.
داراد (ダラド، Darado)
قائد الجيش الشيطاني الخامس، وخصم ثانوي في القصتين، الشيطان الوحيد ذو الدم النقي الموالي لأرييل فعليًا.
هيوي (ヒュウイ، Hyuui)
قائد الجيش الشيطاني السادس وخصم ثانوي في القصتين، بينما يعارض إستئناف الصراع مع البشر لكنه كان خائفًا من أرييل لدرجة أنه لم يتخذ إجراء ضدها، يقتل لاحقًا على يد رونانت عند إندلاع الحرب.

## آخرون
دي / هيرو واكابا (若葉姫色، Wakaba Hiiro)
أداء صوتي: ساوري هايامي
إحدى زملاء الفصل، في البداية يتم إظهارها على أنها شخصية كوموكو السابقة، أوتاكو ضحية دائمة للتنمر، مع ذلك، يكشف في الواقع أنها أجمل فتاة في الفصل لكنها ذات مستوى عالي في التنكر، المتنمرون منها كانوا يشعرون بالغيرة منها فقط، وهي الشخص ألذي أعاد تجسيد زملائها في الفصل في العالم الآخر لأجل التسلية.

## طالع أيضًا
- حسنا انا عنكبوت، ماذا في ذلك؟